# Amida de ácido D-lisérgico
El LSA, también conocido como amida de ácido D-lisérgico, ergina, y LA-111, es un alcaloide de la familia de las ergolinas, presente en varias especies de plantas de la familia Convolvulaceae, y en algunos tipos de hongos. Se trata de una droga conocida comúnmente por sus efectos de tipo alucinógeno.

## Efectos
Los efectos del LSA pueden empezar a sentirse con facilidad en menos de una hora después de su ingestión vía oral, si bien pueden llegar a tardar en manifestarse hasta más de tres horas, dependiendo del organismo de los sujetos. Los efectos suelen durar entre 6-10 horas comúnmente.
Algunos de los efectos más frecuentes del LSA incluyen: levantamiento del ánimo, sentimiento de realización personal, incremento en la percepción sensorial (visual, estética y sexual), interés por cosas que normalmente son irrelevantes, sentimientos de complementación global, cambios generales en el estado de conciencia, cambios en la percepción del tiempo, pensamientos y palabras inusuales, y con sobredosis, confusión, mareo, taquipnea, midriasis, hipertensión, reacciones de tipo paranoide, miedo generalizado y pánico.
Se suele decir que el vómito producido por la ingesta de semillas de plantas de la familia Convolvulaceae es producto de la LSA, pero estos efectos adversos son producto de otros alcaloides que posee la semilla [cita requerida].
El LSA es sensible al calor, soluble en etanol y otros alcoholes incluyendo también su solubilidad en agua. Posee dos alcaloides en su piel, los cuales son responsables por las náuseas y disconfort estomacal. Para evitar estos efectos secundarios, se han descubierto métodos de limpieza y extracción para tal de reducir su capacidad emética y gastroirritante.